# Le Héron et la Cigogne
Pour plus de détails, voir Fiche technique et Distribution.
Le Héron et la Cigogne (Цапля и журавль, Tsaplia i jouravl') est un film d'animation soviétique réalisé par Iouri Norstein, sorti en 1974. C'est l'adaptation du conte populaire russe retranscrit par Vladimir Dahl.
Une traduction correcte du titre original serait : Le Héron et la Grue.

## Fiche technique
- Titre original : Цапля и журавль (Tsaplia i jouravl')
- Titre français : Le Héron et la Cigogne
- Réalisation : Iouri Norstein
- Photographie : Alexandre Joukovski
- Scénario : Iouri Norstein et Roman Katchanov
- Musique originale : Mikhaïl Meyerovitch (ru)
- Directeur artistique : Francesca Iarboussova
- Animateur : Iouri Norstein
- Voix : Innokenti Smoktounovski
- Son : Boris Filtchikov (ru)
- Rédaction : Natalia Abramova (ru)
- Montage : Nadejda Trechtcheva
- Producteur exécutif : Nathan Bitman
- Studio : Soyuzmultfilm Studio
- Pays d'origine : URSS
- Format : Couleurs - 35 mm - 1,37:1 - Mono
- Genre : animation, court métrage
- Durée : 10 minutes
- Date de sortie : 1974